# Ronald Molendijk
Ronald Molendijk (Rotterdam, 22 april 1965) is een Nederlands muziekproducent. Regelmatig is hij als muziek- en showbizzdeskundige te zien in Shownieuws op SBS6.

## Loopbaan
Molendijk begon zijn muzikale loopbaan in de jaren tachtig in het Rotterdamse nachtleven. Hij was een vaste DJ in Nighttown en trad onder meer op op Dance Valley en Mysteryland. Met  Ron Hofland richtte hij het label 'Basic Beat Recordings' en het sublabel 'Lovely Sounds' op. In 1992 maakte hij als Booming Support de gimmickhit De Rode Schoentjes. De plaat bereikte de top tien en ook een parodie door radiomaker Dingetje werd een hit. 
Halverwege de jaren negentig begon hij samen te werken met sessiemuzikant Jeroen Rietbergen. Onder de naam Flat Earth Society produceerden ze een reeks houseplaten. Beiden vormden rond 2000 de band Soulvation die in 2003 een hit scoorde met Reset Your Brain. Soulvation was actief tot 2010. Met Erland Galjaard heractiveerde hij Soulvation in 2017.
In 2014 zat hij in de jury van het RTL 4-programma Het Orkest Van Nederland waarin een orkest van amateurmusici gezocht werd. In 2016 en 2017 zat Molendijk in de jury van Idols en sindsdien is hij zeer frequent te zien als (muziek-)deskundige in RTL Boulevard. In 2017 was Molendijk te zien in het RTL 4-programma Een goed stel hersens. Op 25 november 2019 werd bekend dat Molendijk overstapt naar Talpa Network.